# 国道177号

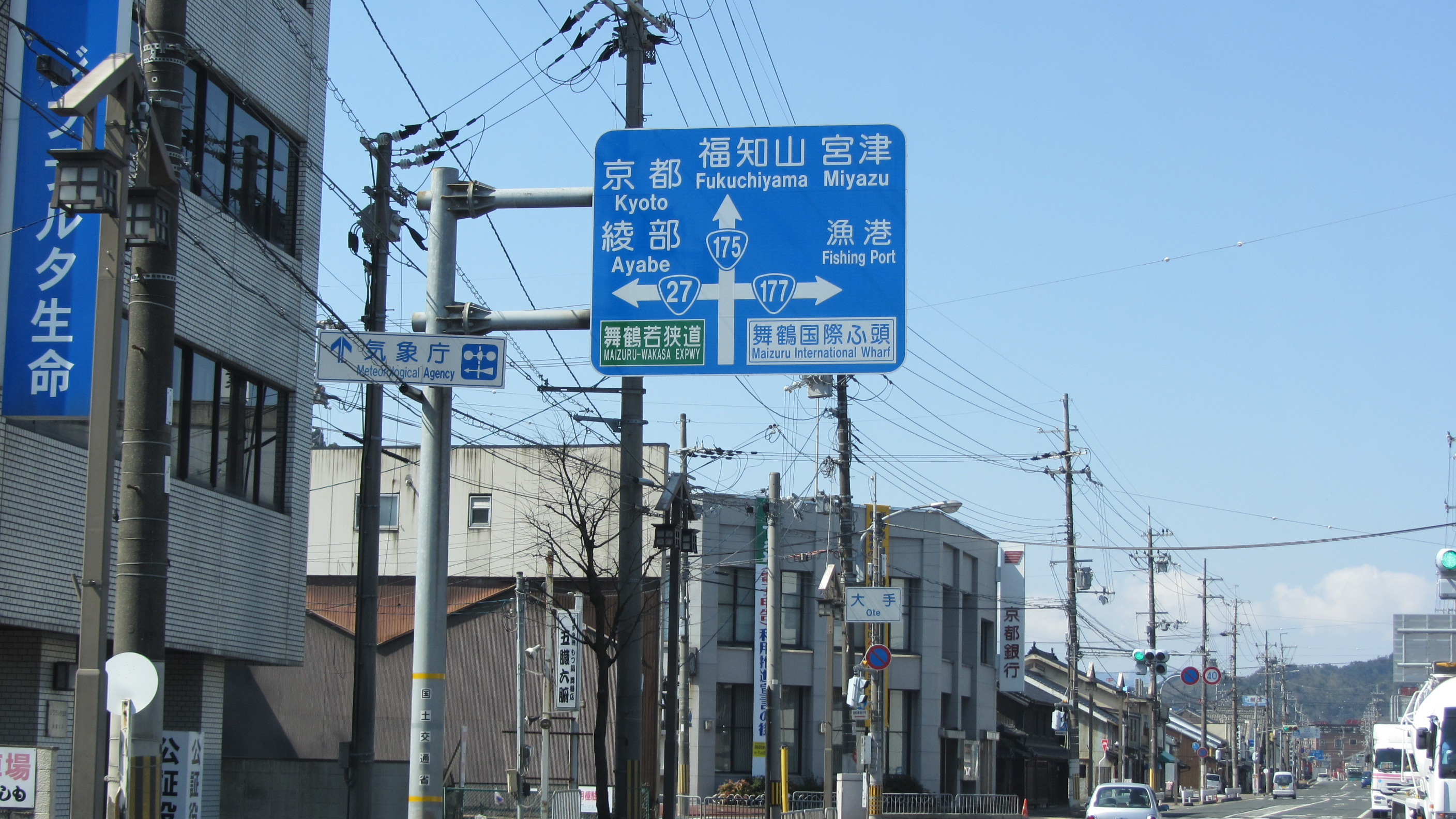
国道177号 終点
京都府舞鶴市 大手交差点

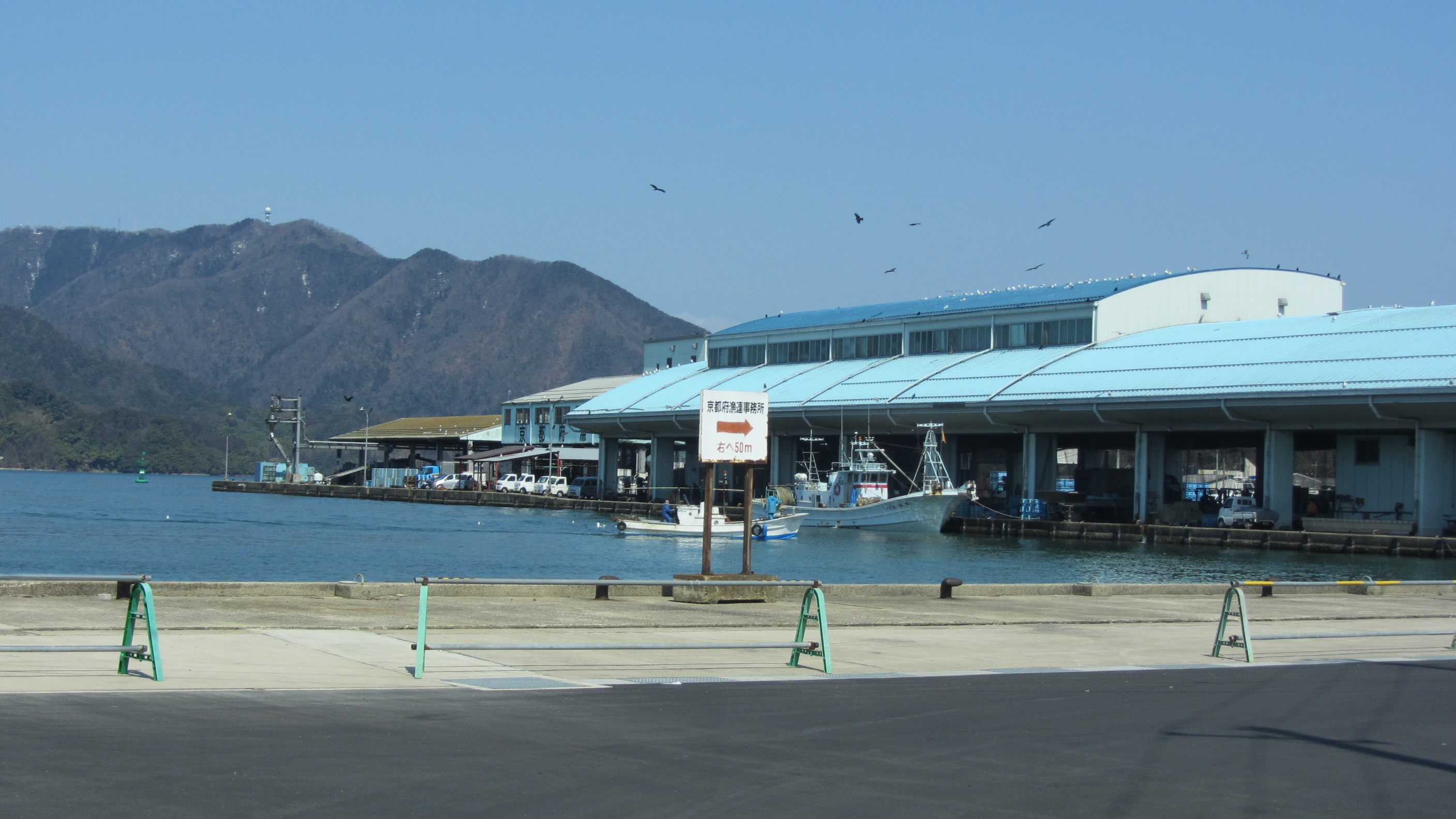
国道177号 起点付近
京都府舞鶴市 舞鶴漁港（舞鶴西港）

国道177号（こくどう177ごう）は、京都府舞鶴市の舞鶴港から字魚屋に至る一般国道である。

## 概要

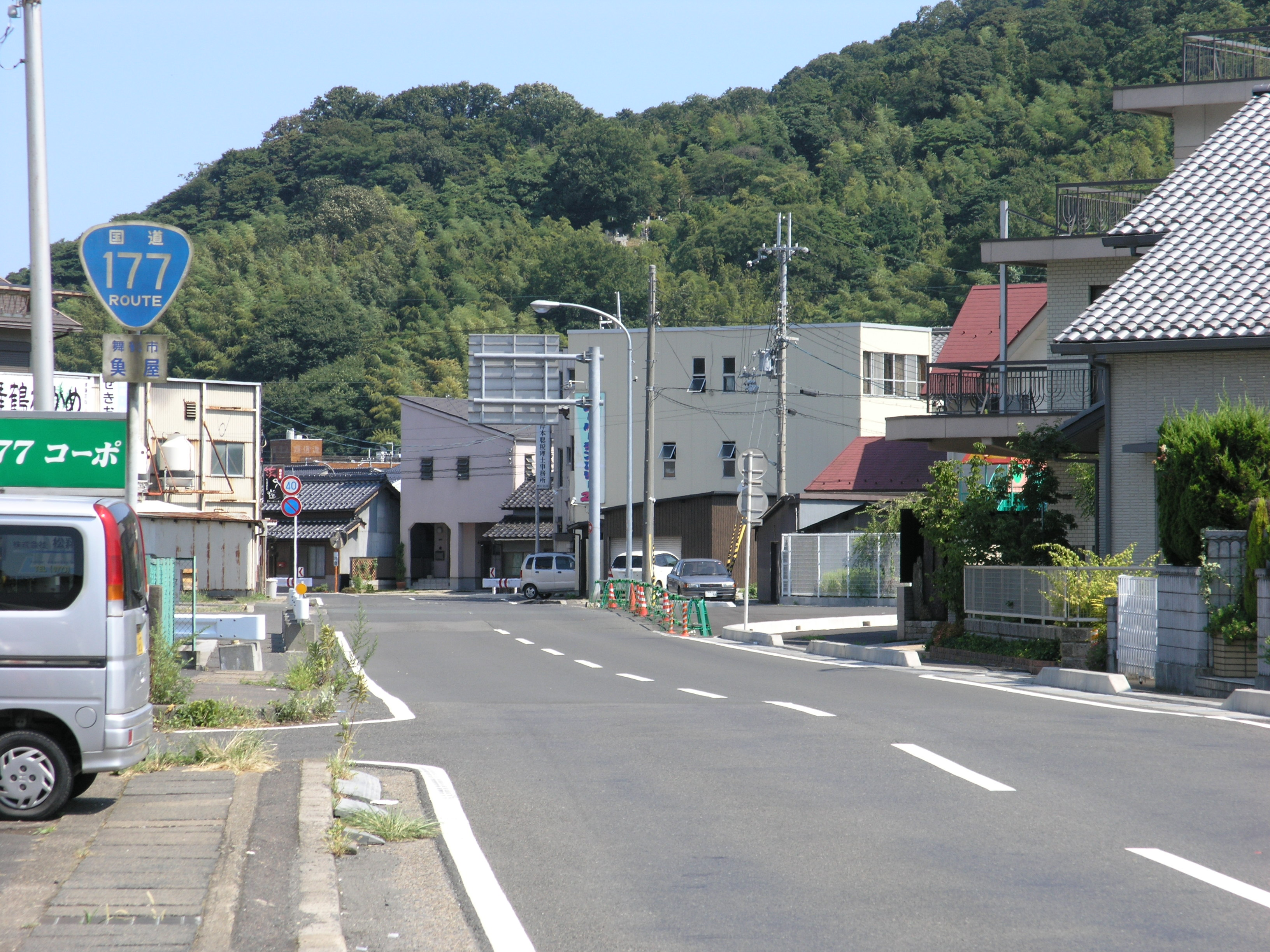
国道177号（舞鶴市魚屋）

京都府舞鶴市の西部（西舞鶴）にある国道で、同市字北田辺に位置する舞鶴西港地区にある舞鶴漁港を起点に南下して、同市字魚屋の国道27号交点（大手交差点）とを結ぶ、延長約700 mの一般国道の路線で、いわゆる港国道のひとつである。また、日本で4番目に短い国道である。舞鶴市西部（西舞鶴）に位置し、北海道小樽市へ新日本海フェリーの航路で結ばれる舞鶴フェリーターミナルがある舞鶴東港（前島埠頭）からは本路線の位置は離れており、フェリーターミナルから見て本路線は西に位置する。京都交通和田線が国道177号線を経由して西舞鶴駅と東舞鶴駅の間のバスを運行している。

### 路線データ
一般国道の路線を指定する政令に基づく起終点および重要な経過地は次のとおり。
- 起点：舞鶴港（舞鶴西港、京都府舞鶴市下安久付近）
- 終点：舞鶴市字魚屋（大手交差点 = 国道27号交点、国道175号終点、国道178号起点）
- 重要な経過地：なし
- 総延長 : 0.7 km[4][注釈 2]
- 重用延長 : なし[4][注釈 2]
- 未供用延長 : なし[4][注釈 2]
- 実延長 : 0.7 km[4][注釈 2]
  - 現道 : 0.7 km[4][注釈 2]
  - 旧道 : なし[4][注釈 2]
  - 新道 : なし[4][注釈 2]
- 指定区間：なし[5]

## 歴史
かつては国鉄舞鶴港線と交差していた。

### 年表
- 1953年（昭和28年）5月18日 - 二級国道177号舞鶴港線（舞鶴港 - 舞鶴市字魚屋）として指定施行[6]。
- 1965年（昭和40年）4月1日 - 道路法改正により一級・二級区分が廃止されて一般国道177号として指定施行[3]。

## 地理

### 通過する自治体
- 京都府
  - 舞鶴市

### 交差する道路
| 交差する道路                      | 交差する場所 | 交差する場所      |
| --------------------------------- | ------------ | ----------------- |
| 京都府道565号余部下舞鶴港線       | 字魚屋       | 魚屋大森交差点    |
| 国道27号 国道175号 国道178号 重複 | 字魚屋       | 大手交差点 / 終点 |